# Etrocorema belumensis
Etrocorema belumensis är en bäcksländeart som beskrevs av Wan Nur Asiah och Che Salmah 2009. Etrocorema belumensis ingår i släktet Etrocorema och familjen jättebäcksländor. Inga underarter finns listade i Catalogue of Life.